# Tesla (unité)
Pour les articles homonymes, voir Tesla.
Le tesla (symbole : T), nommé en l'honneur du physicien serbe Nikola Tesla, est une unité de mesure des champs magnétiques. C'est une unité dérivée d'induction magnétique (appelé parfois densité de flux magnétique ou champ magnétique) du Système international d'unités (SI).

## Définition
Le tesla est défini comme l'induction magnétique qui, répartie normalement et uniformément sur une surface de 1 mètre carré, produit à travers cette surface un flux d'induction magnétique total de 1 weber : on a 1 T = 1 kg A−1 s−2.
Dans les unités dérivées du système international, un tesla peut être donné par les expressions suivantes :
{\displaystyle \mathrm {T={\frac {Wb}{m^{2}}}={\frac {V\cdot s}{m^{2}}}={\frac {W\cdot s}{A\cdot m^{2}}}={\frac {J}{A\cdot m^{2}}}={\frac {N}{A\cdot m}}={\frac {kg\cdot m}{A\cdot m\cdot s^{2}}}={\frac {kg}{A\cdot s^{2}}}} }
Unités utilisées :
- A : ampère
- kg : kilogramme
- m : mètre
- N : newton
- s : seconde
- T : tesla
- V : volt
- W : watt
- Wb : weber
- J : joule

## Exemples
- Sur la Terre, le champ magnétique est de :
  - 58 µT à la latitude de 50° ;
  - 31 µT à l'équateur (latitude de 0°).
- Les aimants au néodyme-fer-bore, disponibles dans le commerce à bas prix, produisent des champs magnétiques de l'ordre du tesla.
- Chaque électroaimant supraconducteur utilisé pour courber la trajectoire des particules dans l'accélérateur de particules LHC produit un champ magnétique de 8,4 T[1].
- Le spectromètre de résonance magnétique nucléaire, le plus puissant commercialisé actuellement, a été installé au Centre européen de résonance magnétique nucléaire à très hauts champs (CRMN)[2], à Lyon en octobre 2009 avec un champ de 23,5 T[3].
- Le plus puissant électroaimant, non destructif, à impulsions du monde, situé au National High Magnetic Field Laboratory de Los Alamos au Nouveau-Mexique, a généré un champ de 100 T pendant 15 ms en mars 2012[4].
- Certaines étoiles à neutrons, les magnétars, peuvent atteindre des inductions de l'ordre de 100 GT.

## Système CGSet sous-multiple
Dans le système CGS, l'unité d'induction magnétique est le gauss (G) ou maxwell par centimètre carré (Mx/cm2).
Le gauss : 1 G vaut 0,1 mT, soit 100 µT.
{\displaystyle \mathrm {10^{4}\;G=1\;T} }
Le gamma est le nom particulier d'un sous-multiple du gauss.
{\displaystyle \mathrm {1\;\gamma =10^{-5}\;G=1\;nT} }